# Bartomeu Genovès
Bartomeu Genovès (Menorca, segle XIV) va ser un visionari i escriptor menorquí.
Nascut a l'illa de Menorca, tot i que d'altres suggereixen Mallorca. Seguidor d'Arnau de Vilanova. El 1360 va profetitzar la vinguda de l'anticrist en un opuscle anomenat Aveniment de l'Anticrist. A banda d'aquesta temàtica principal, també profetitzà que els sagraments s'acabarien i que l'Església Catòlica passaria a estar formada únicament per jueus, musulmans i altres conversos, segons l'autor a causa de la duresa dels mals cristians. Uns anys més tard es troba establert a Barcelona. El 1369, va ser empresonat per la publicació d'aquest llibre per ordre del bisbe de Barcelona Berenguer d'Erill, a requeriment de l'inquisidor Nicolau Eimeric. El llibre ser cremat per la Inquisició el mateix davant la porta de la catedral de Barcelona per ordre del mateix Eimeric. També va ser autor d'un text anomenat La Disputa que en Bartomeu Janovés de l'illa de Menorcha hach ab alguns subtils juheus.